# Nelson Carro
Nelson Carro (Montevideo, Uruguay, 27 de febrero de 1952) es un crítico de cine, columnista e investigador uruguayo avecindado en México.

## Biografía
Comenzó la afición por el cine en 1969 mientras estudiaba Química, cuando se afilió al cineclub Cine Universitario del Uruguay. En esa organización se integró al Departamento de Filmaciones y posteriormente a la mesa directiva del cineclub. En ese periodo tomó cursos de realización de cine y de apreciación cinematográfica. Con el golpe de Estado de la Dictadura cívico-militar en ese país la cinemateca comenzó a experimentar dificultades, las cuales pudo superar con el paso de los años pese a la censura establecida por ese régimen. Se integró, entonces, a la Cinemateca Uruguaya. En 1976 emigró a México a colaborar con la Filmoteca de la Universidad Nacional Autónoma de México en donde permaneció hasta 1986. Desde 2007 es director de programación de la Cineteca Nacional.
Ha colaborado en los medios de comunicación Tiempo libre, Unomásuno y en revistas especializadas como Cine, Imágenes, Dicine, Cinemateca Uruguaya, Vértigo y Complot Internacional.

## Obra
- El cine de luchadores (Filmoteca de la UNAM, 1984)
- Alfredo Ripstein. Churubusco-Babilonia (El Milagro, 2007)

### En colaboración
- Arturo Ripstein, Filmemacher aus Mexico (Filmfest München, RFA, 1989)
- Le cinéma mexicaine (Centre Georges Pompidou, Francia, 1992)
- Mexican Cinema (British Film Institute-Imcine, Londres, 1995)
- Gabriel Figueroa y la pintura mexicana (Museo Carrillo Gil, 1996)
- Le età d’oro del cinema messicano 1933-1960 (XV Festival Internazionale Cinema Giovani, Italia, 1997)